# Кухар (фільм, 1918)
«Кухар» (англ. The Cook) — американська короткометражна кінокомедія Роско Арбакла 1918 року з Бастером Кітоном в головній ролі.

## Сюжет
Отже, ресторан. Зворушливо-незграбний гарненький офіціант безуспішно, але із завзятістю, гідною кращого застосування клеїться до дам і часом отримує по шапці. Спритний великогабаритний кухар бавиться з їжею, танцює східні танці з посудом на грудях і наливає суп і каву з одного чана, заодно службовця сміттєвим відром.

## У ролях
- Роско «Товстун» Арбакл — кухар
- Бастер Кітон — помічник кухаря
- Аль Ст. Джон — бандит
- Еліс Лейк — касир
- Глен Кавендер